# Bill Whittington

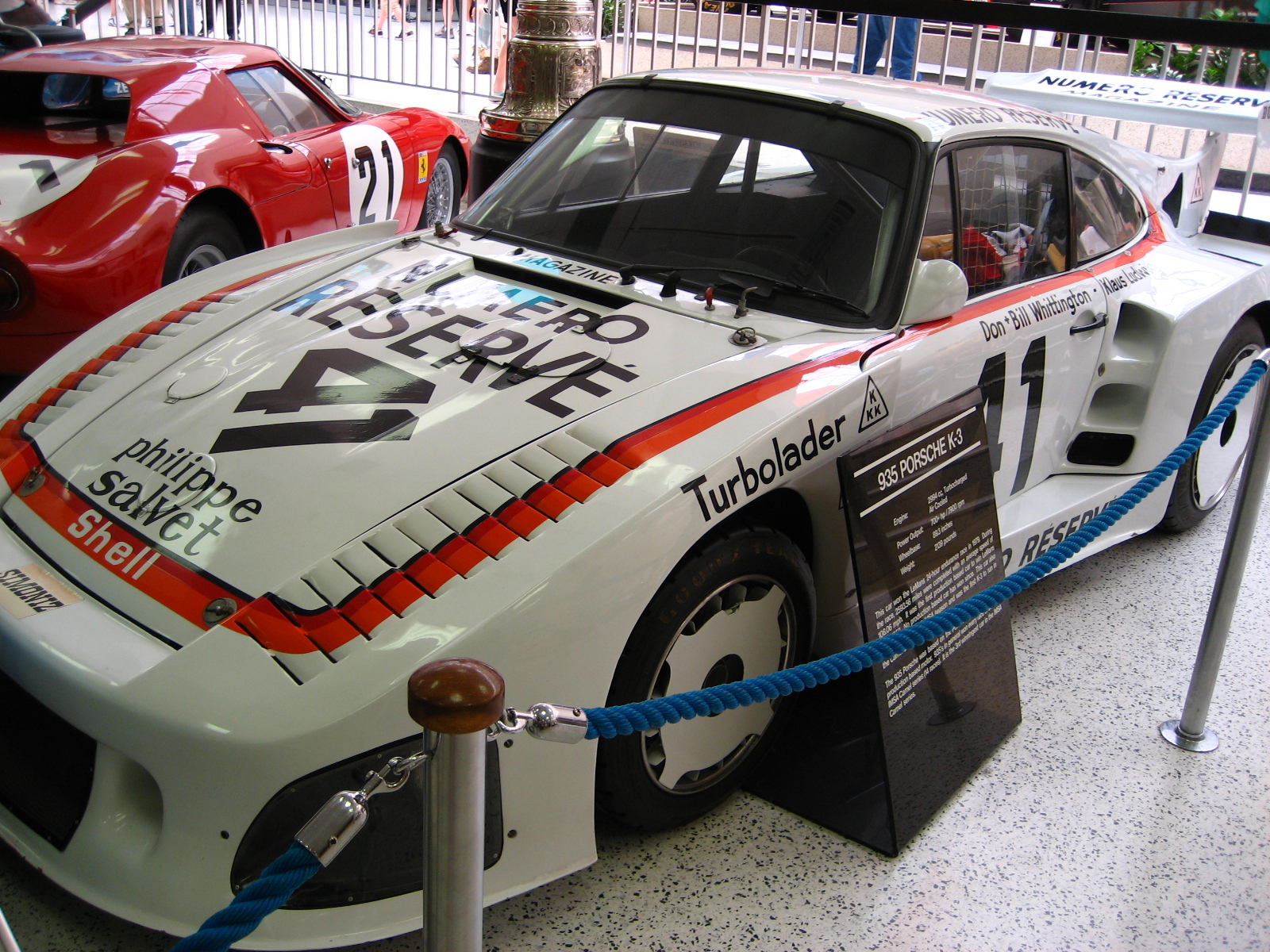
Der Porsche 935K3 mit dem Don und Bill Whittington das 24-Stunden-Rennen von Le Mans 1979 gewannen

William Marvin „Bill“ Whittington (* 11. September 1949 in Lubbock, Texas; † 23. April 2021 in der Nähe von Winslow, Arizona) war ein US-amerikanischer Automobilrennfahrer und der Bruder von Don und Dale Whittington.

## Karriere
Bill Whittingtons größter Erfolg im Motorsport war der Gesamtsieg beim 24-Stunden-Rennen von Le Mans 1979, den er gemeinsam mit seinem Bruder Don und Klaus Ludwig auf einem Porsche 935 einfuhr. Seine Karriere begann er in den frühen 1970er-Jahren in der US-amerikanischen Sportwagenszene. Neben Sportwagenrennen bestritt er in seiner Karriere zwei NASCAR-Rennen und war von 1980 bis 1985 in der USAC-Serie engagiert. Fünfmal war er auch beim 500-Meilen-Rennen von Indianapolis am Start, wo er 1985 mit dem 14. Rang sein bestes Ergebnis einfuhr.
Die Rennaktivitäten von Bill Whittington endeten 1986, als er von einem US-amerikanischen Gericht zu einer Haftstrafe von 15 Jahren verurteilt wurde. Die Whittingtons hatten ihre Rennaktivitäten vor allem durch den Schmuggel von Marihuana finanziert. Bill bekannte sich vor Gericht schuldig, um einer höheren Haftstrafe zu entgehen, und wurde außerdem zur Zahlung von 7 Millionen US-Dollar verurteilt.
Seit seiner Entlassung arbeitet er in einen Tourismus-Betrieb seiner Familie in Pagosa Springs. Er starb im April 2021 bei einem Flugzeugabsturz nördlich der Interstate 40 bei Winslow.

## Statistik

### Le-Mans-Ergebnisse
| Jahr | Team                        | Fahrzeug       | Teamkollege     | Teamkollege  | Platzierung | Ausfallgrund       |
| ---- | --------------------------- | -------------- | --------------- | ------------ | ----------- | ------------------ |
| 1978 | Whittington Brothers Racing | Porsche 935/77 | Don Whittington | Franz Konrad | Ausfall     | Unfall             |
| 1979 | Porsche Kremer Racing       | Porsche 935 K3 | Don Whittington | Klaus Ludwig | Gesamtsieg  |                    |
| 1981 | Porsche Kremer Racing       | Porsche 935 K3 | Don Whittington | Ted Field    | Ausfall     | Zylinder überhitzt |
| 1982 | Porsche Kremer Racing       | Kremer CK5     | Danny Ongais    | Ted Field    | Ausfall     | Motorschaden       |

### Sebring-Ergebnisse
| Jahr | Team                        | Fahrzeug       | Teamkollege     | Teamkollege      | Platzierung | Ausfallgrund |
| ---- | --------------------------- | -------------- | --------------- | ---------------- | ----------- | ------------ |
| 1979 | Whittington Bros. Racing    | Porsche 935/79 | Don Whittington |                  | Ausfall     | Unfall       |
| 1980 | Whittington Brothers Racing | Porsche 935K3  | Don Whittington | Dale Whittington | Rang 3      |              |
| 1981 | Marty Hinze Racing          | Porsche 935K3  | Milt Minter     | Marty Hinze      | Rang 3      |              |
| 1982 | T-Bird Swap Shop            | Porsche 935K3  | Don Whittington | Marty Hinze      | Ausfall     | Defekt       |
| 1983 | Henn's Swap Shop Racing     | Porsche 935K3  | Don Whittington |                  | Rang 11     |              |
| 1984 | Blue Thunder Racing Team    | March 83G      | Randy Lanier    | Marty Hinze      | Rang 2      |              |
| 1985 | Blue Thunder Racing Team    | March 84G      | Randy Lanier    |                  | Ausfall     | Motorschaden |

### Einzelergebnisse in der Sportwagen-Weltmeisterschaft
| Saison | Team                                                               | Rennwagen              | 1   | 2   | 3   | 4   | 5   | 6   | 7   | 8   | 9   | 10  | 11  | 12  | 13  | 14  | 15  | 16  | 17  |
| ------ | ------------------------------------------------------------------ | ---------------------- | --- | --- | --- | --- | --- | --- | --- | --- | --- | --- | --- | --- | --- | --- | --- | --- | --- |
| 1978   | Whittington Brothers Roger Mandeville                              | Porsche 935 Mazda RX-2 | DAY | SEB | MUG | TAL | DIJ | SIL | NÜR | LEM | MIS | DAY | WAT | VAL | ROD |     |     |     |     |
| 1978   | Whittington Brothers Roger Mandeville                              | Porsche 935 Mazda RX-2 |     |     |     | 2   |     |     |     | DNF |     | DNF | DNF |     | 6   |     |     |     |     |
| 1979   | Whittington Brothers Kremer Racing Amos Johnson                    | Porsche 935 AMC Spirit | DAY | SEB | MUG | TAL | DIJ | RIV | SIL | NÜR | LEM | PER | DAY | WAT | SPA | BRH | ROA | VAL | ELS |
| 1979   | Whittington Brothers Kremer Racing Amos Johnson                    | Porsche 935 AMC Spirit | 4   | DNF |     |     |     | 1   |     |     | 1   |     | 1   | 1   |     |     |     |     | 1   |
| 1980   | Whittington Brothers                                               | Porsche 935            | DAY | BRH | SEB | MUG | MON | RIV | SIL | NÜR | LEM | DAY | WAT | SPA | MOS | ROA | VAL | DIJ |     |
| 1980   | Whittington Brothers                                               | Porsche 935            | 16  |     | 3   |     |     | DNF |     |     |     |     |     |     |     |     |     |     |     |
| 1981   | Whittington Brothers Hintze Racing Kremer Racing Interscope Racing | Porsche 935            | DAY | SEB | MUG | MON | RIV | SIL | NÜR | LEM | PER | DAY | WAT | SPA | MOS | ROA | BRH |     |     |
| 1981   | Whittington Brothers Hintze Racing Kremer Racing Interscope Racing | Porsche 935            | DNF | 3   |     |     |     |     |     | DNF |     |     | DNF |     | 3   | 7   |     |     |     |
| 1982   | Kremer Racing                                                      | Porsche 935            | MON | SIL | NÜR | LEM | SPA | MUG | FUJ | BRH |     |     |     |     |     |     |     |     |     |
| 1982   | Kremer Racing                                                      | Porsche 935            | DNF |     |     |     |     |     |     |     |     |     |     |     |     |     |     |     |     |